# Monasterio de Nuestra Señora de Montamarta
El monasterio de Nuestra Señora de Montamarta fue un cenobio de la Orden de San Jerónimo fundado en 1407, según algunos autores aunque otros afirman que lo fue en 1406 o 1408 en el municipio zamorano de Montamarta (España).

## Historia

### La fundación del monasterio de Montamarta

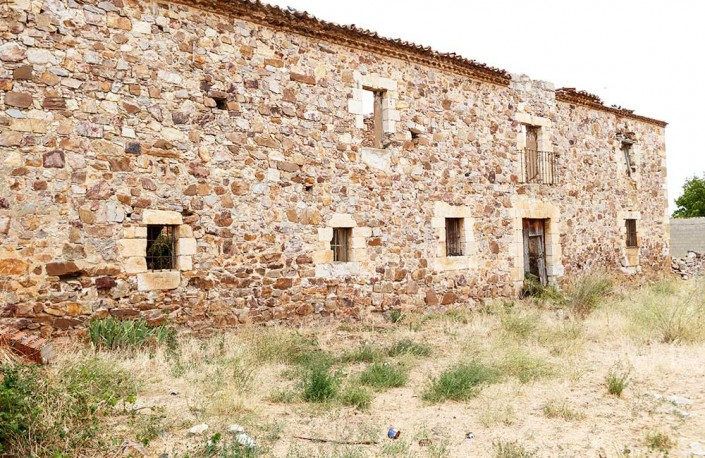
Monasterio de Montamarta

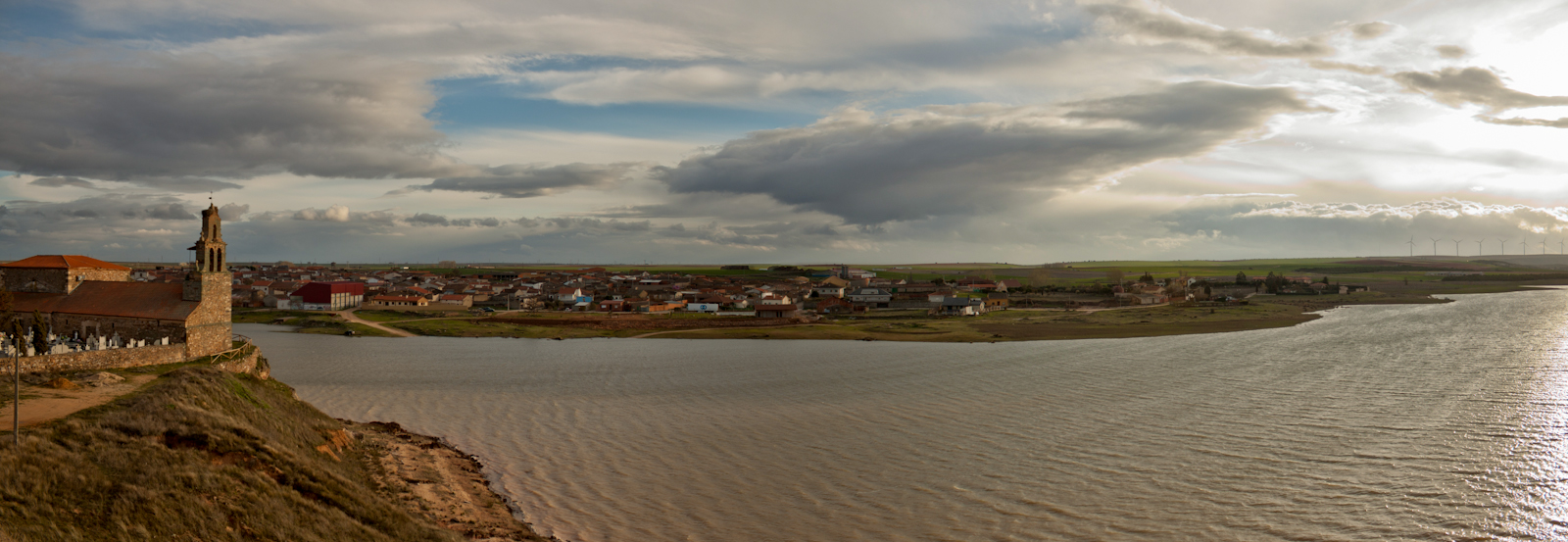
Montamarta

Fray Hernando de Valencia, el más destacado de los fundadores del monasterio de Nuestra Señora de Montamarta, era hijo de Fernando Alfonso de Valencia, señor de Valencia de Campos y maestre de la Orden de Santiago, y tataranieto de los reyes Alfonso X y Sancho IV de Castilla. Y antes de que fray Hernando, cuya actuación fue decisiva en los primeros años del monasterio de Montamarta, profesara sus votos como monje jerónimo en el monasterio de Guadalupe, ocupó el cargo de regidor de Zamora, aunque súbitamente y sin que haya conocimiento de los motivos, dejó a su hermano Juan de Valencia la «representación» y las rentas de su familia y profesó como religioso en el monasterio de Guadalupe. Y Cesáreo Fernández Duro señaló que durante su etapa como novicio fray Hernando destacó por llevar «una vida ejemplar», y también que en su monasterio se alegraron de poder contar con un monje de «tan ilustre origen», aunque poco después comenzaron los problemas, ya que:

Ocurrieron á poco serios disgustos en aquella santa casa, dividiéndose sus hijos en bandos, que se contradecian con tanta energía y decisión como los hombres que por cosas del mundo debaten. Los superiores de la Orden no fueron capaces de poner en paz á los perturbadores, ni hallaron otro medio de implantarla de nuevo en Guadalupe que el de hacer salir de sus paredes á uno de los bandos, el dirigido por Fernando de Valencia, con condición de que iría a fundar monasterio de la misma orden de San Jerónimo en otra parte. Se extendió en consecuencia, la carta de autorización, con todos los requisitos necesarios, á 2 de marzo de 1407, firmando el Prior y veintiocho frailes, marchando hácia Zamora los disidentes, que eran trece, y que formaban en verdad un grupo de la tierra, según indicaciones de los nombres puestos en el documento en este orden: Fray Fernando de Valencia, Pedro de Ampudia, Juan de León, Alonso de Zamora, Benito de Zamora, N. de Zamora, Juan de Toledo, Fernando de Mucientos, Alonso de Sevilla, Guillén de Jerez, Martín Vizcaino, Juan de Sevilla y Alonso de Medina.

Fray Hernando de Valencia y doce compañeros suyos, como se ha mencionado anteriormente, fueron expulsados por «revoltosos» de Guadalupe, como señaló el célebre Padre Sigüenza. Y en 1407 esos frailes expulsados se arrepintieron y se les concedió, «por piedad de la Virgen», una licencia por la que, en lugar de asemejarse a unos monjes desterrados, como señalaron algunos autores, parecían obtener permiso para fundar un monasterio en otro lugar, aunque otros afirmaron que fray Hernando fue el que decidió trasladarse a Zamora «por ser tío suyo» el obispo de esta ciudad y por haber ocupado él mismo antes el cargo de regidor en ella.
Al abandonar Guadalupe en 1407 les concedieron algunos vasos litúrgicos para el culto, y fray Hernando y sus doce compañeros, entre los que destacaba fray Arias González de Valdés, se establecieron tras su salida de Guadalupe en un «gran peñasco» situado junto a ermita de San Miguel Arcángel y en la ribera del río Esla, a unos seis kilómetros de Montamarta y veinticuatro de Zamora. Además, las tierras en las que se instalaron eran propiedad de la familia de fray Hernando de Valencia, y como el lugar, debido a su aislamiento, era conveniente para sus propósitos, construyeron algunas «humildes casillas» o celdas para cada una de ellos y otra de mayores dimensiones para poder celebrar sus reuniones, aunque Fernández Duro señaló que para las oraciones comunitarias se reunían en la ermita de San Miguel, y asimismo que:

Se presumirá que, habiendo de elegir cabeza, designaran á Fernando de Valencia, y no fue así; antes por lo contrario, de común acuerdo nombraron Prior á Alonso de Medina, que era el menos antiguo de hábito y el inferior, por tanto, de los trece, dando á entender que la vanidad y la soberbia no entraron por nada en el disentimiento con los compañeros de Guadalupe. Fernando tomó para sí la parte más enojosa de la Comunidad nueva, que era la de proveer á la subsistencia, aunque no faltaron limosnas que ayudasen.

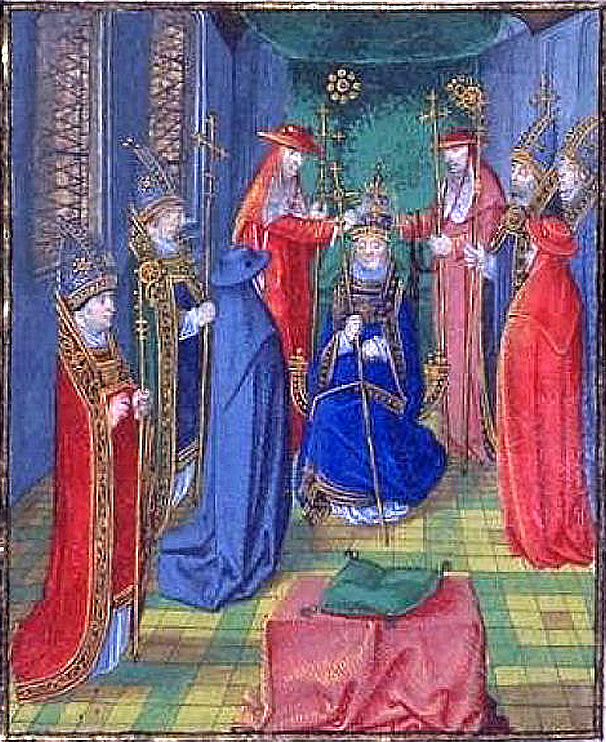
Miniatura medieval que representa la coronación del antipapa Benedicto XIII

Pero poco después los trece monjes dejaron ese lugar por causa de su insalubridad y por las crecidas del río Esla, entre otras causas, y se instalaron en una casa de Montamarta que les cedieron en 1407 Arias González de Valdés y su esposa, María Rodríguez Pecha. Y este matrimonio les cedió también «la casa que tenían junto a Castrotorafe y Montamarta, y la ermita de San Miguel con otros heredamientos», aunque otros autores señalaron erróneamente que se establecieron en una casa que fray Hernando poseía en Montamarta, o que se alojaron junto a la ermita de San Julián, que está situada a «poco menos de media legua» de Montamarta.
El obispo de Zamora, Alfonso de Illescas, les otorgó a los trece monjes licencia, gracias a la influencia de fray Hernando, para edificar un monasterio, aunque algunos señalan que fue fundado en 1407, y otros que en 1406 o 1408, que adoptó el nombre de monasterio de Nuestra Señora de Montamarta.
En 1408, según Fernández Duro, comenzó la cimentación del nuevo monasterio, en cuya construcción colaboraron los propios monjes. Y aunque los habitantes de Zamora también concedieron generosas limosnas a los frailes, el peso de la fundación y de la dotación del nuevo monasterio, como señalaron diversos autores, recayó sobre Hernando de Valencia, ya que aunque algunos le mencionan simplemente como a uno más de los fundadores, en realidad él fue su principal sostén, como indicó Fernández Duro:

La hacienda de Fernando de Valencia constituia, naturalmente, el principal ingreso; así que fundador debe considerarse del que se nombró monasterio de Nuestra Señora de Montamarta. Para esta obra alcanzó del rey D. Juan II, que le estimaba mucho, una renta de cuatrocientos florines, situados perpetuamente sobre las tercias de Salamanca, con otras mercedes y privilegios.

Fray Hernando de Valencia, según afirmó Fernández Duro, viajó a pie para solicitar personalmente al antipapa Benedicto XIII, que entonces era «acatado en Castilla», la concesión de algunas mercedes e indultos. Y el mismo historiador señaló que fray Hernando trabajó en la edificación del monasterio de Montamarta «como peón en la obra y llevando piedras a cuestas». Y conviene señalar que la historia de la fundación del monasterio de Montamarta y las biografías de sus primeros religiosos fueron recogidas en la Crónica de Montamarta, que es un manuscrito anónimo del último cuarto del siglo XV redactado en latín y en castellano, a fin de que formara parte de la Crónica general del monasterio. Y de los datos consignados en dicho manuscrito se puede «deducir», como señaló Sophie Coussemacker, que el autor «entró en religión» o tomó los hábitos a mediados del siglo XV.

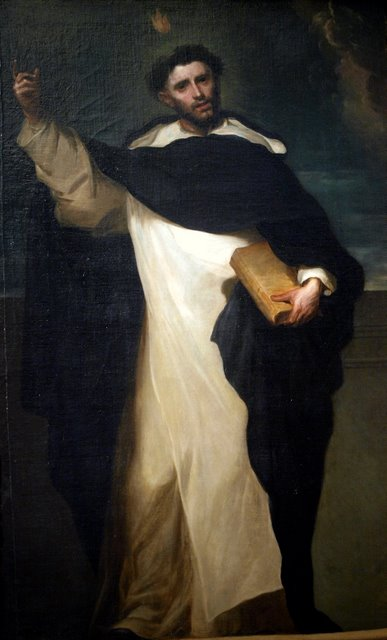
San Vicente Ferrer. Juan Carreño de Miranda.. (Colección Eszterházy, Hungría)

En la Crónica de Montamarta, mencionada anteriormente, se consignó parte de la biografía de fray Hernando de Valencia, y la historiadora Coussemacker señaló que su caso fue «excepcional», ya después de ser monje profesó como hermano y después «cambió de estado» y pasó a ser sacerdote. Pero según dicha historiadora en su caso estuvo justificado por su gran religiosidad, por su eficacia al proveer al monasterio de muchas cosas que necesitaba y por el hecho de ser el más destacado o «principal» de los fundadores de Montamarta. Además, fray Hernando descendía de las casas reales de Castilla y supuestamente de la de Portugal, y su estrecha vinculación con la aristocracia castellano-leonesa de la época fue muy útil, como señaló Coussemacker, al monasterio de Montamarta.
En 1412, pocos años después de la fundación del monasterio de Montamarta, y siendo prior del mismo fray Alfonso de Medina, se produjo en el monasterio un legendario incidente que tal vez pudo ser protagonizado, como señaló César Amador Isidro García, por fray Hernando de Valencia, aunque otros autores no mencionan nada sobre esa hipotética conexión. Y dicha leyenda afirma que, en cierta ocasión en que San Vicente Ferrer viajaba hacia Salamanca y debía pasar por Zamora, un fraile del monasterio de Montamarta solicitó a su prior que le permitiera escuchar su predicación ya que no tendría oportunidad de poder oírla nunca más:

Un monje valenciano del vecino convento de Montamarta fue a pedirle al Prior que, antes de que abandonase Vicente la ciudad, le gustaría escucharlo, pues ya no volvería a presentarse una ocasión semejante. El padre le contestó que sus huesos no aguantarían un viaje de tres leguas por caminos pedregosos en la destartalada carreta del convento, por lo que le recomendó que se retirase a su celda y allí escuchase a su espíritu. Cual no sería el estupor del anciano monje cuando a las cinco de la tarde, hora en que comenzó el sermón en la plaza Vicente Ferrer, la voz del santo le llegó nítida, como si le hablase desde la misma celda donde estaba arrodillado. Al acabar con lágrimas en los ojos, fue a dar cuenta al prior del prodigio que le había sucedido, quedando grabado dicho prodigio en los anales del convento.

Y en opinión de Isidro García, tal vez el monje «valenciano» que protagonizó la leyenda fue fray Hernando, que había sido la «cabeza» rectora del grupo de monjes que salió del monasterio de Guadalupe. Pero en realidad, como señaló dicho autor, el apellido Valencia que portaba fray Hernando aludía al municipio de Valencia de Campos, que en la actualidad recibe el nombre de Valencia de Don Juan, y no al territorio de la actual Comunidad Valenciana.
Las leyendas sobre supuestos hechos milagrosos fueron muy frecuentes en la Edad Media y también en los monasterios, como señaló Isidro García, y apenas hay algún convento, como indicó dicho autor, en el que no se produjera alguno. Y conviene señalar que durante los 127 años en que los monjes jerónimos permanecieron en Montamarta, tuvieron lugar varios sucesos legendarios en el monasterio, ya que:

Nos encontramos con monjes que andan sobre las aguas, luces que señalan el lugar adecuado para la construcción del edificio o muertes de religiosos en extrañas circunstancias.

### Años de esplendor y traslado del monasterio a Zamora (1414-1534)

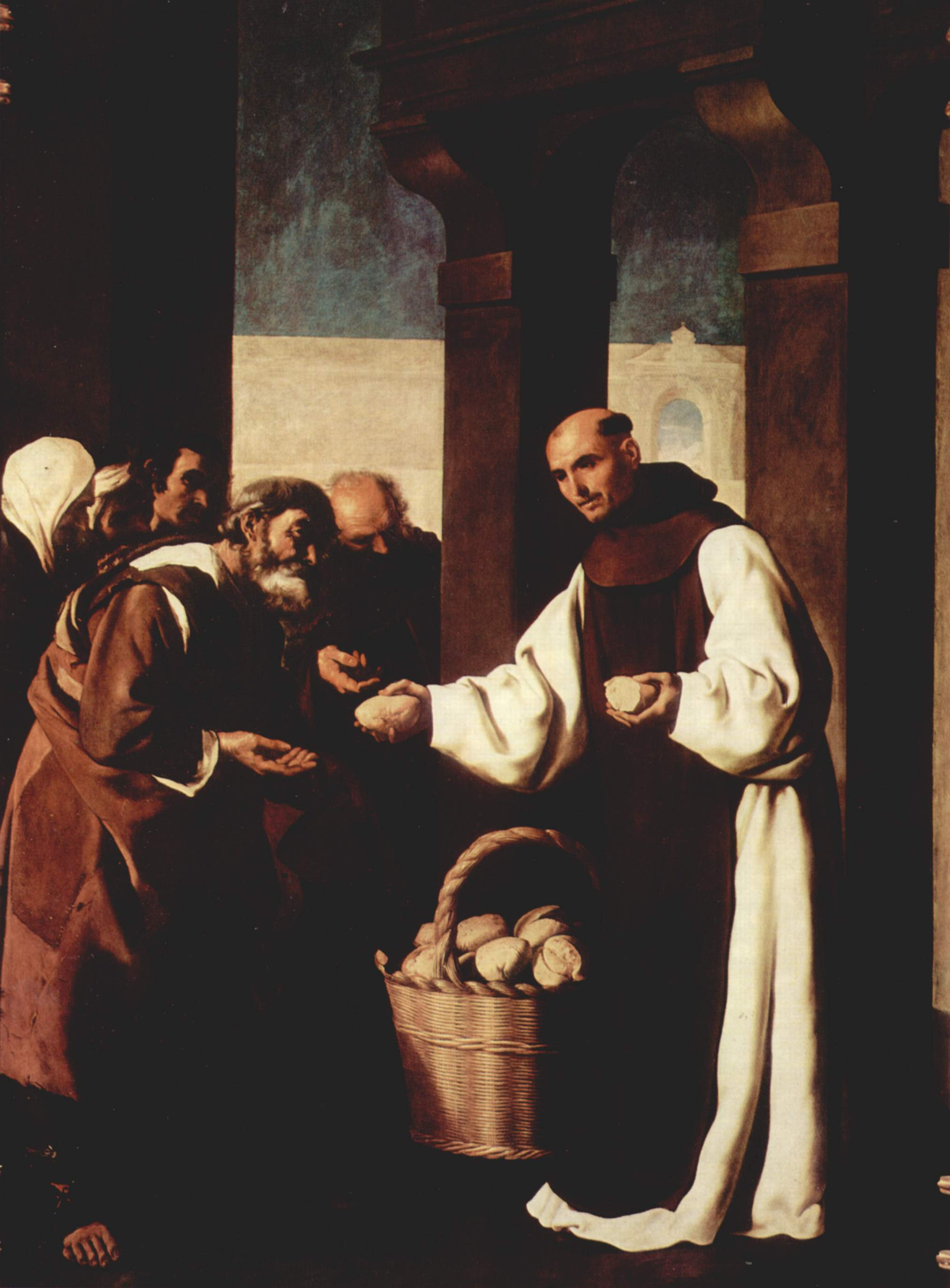
Un monje jerónimo. Francisco de Zurbarán. 1639. (Monasterio de Guadalupe)

En 1414 comenzó una «nueva» época para la Orden de San Jerónimo, ya que en esos momentos, como señalaron diversos autores, tuvo lugar la «configuración definitiva de la familia jeronimiana»:

La admirable «unión en la desunión» de los primeros cuarenta años del eremitismo jeronimiano debía desembocar, connaturalmente, en la institucionalización. Se vio la necesidad de crear un organismo de gobierno centralizado, con un equipo asesor para los futuros superiores y asambleas comunitarias que remodelasen periódicamente la vida de la nueva Orden.

El impulso de la reforma partió en la Corona de Castilla de los priores de los monasterios jerónimos de Montamarta y Guisando, aunque otros autores aseguran que la iniciativa partió de los dos monasterios castellanos más importantes de la Orden, los de Guadalupe y Lupiana. Y los elegidos para entrevistarse en Peñíscola con el antipapa Benedicto XIII fueron fray Hernando de Valencia, que era monje en Montamarta, y fray Velasco, que era el prior del monasterio de Guisando.
Ambos frailes se entrevistaron con el papa en Peñíscola en octubre de 1414, y lograron que el día 18 de ese mismo mes otorgara una bula que declaraba a la Orden de los Jerónimos exenta e independiente de la jurisdicción episcopal, y en la que ordenaba que todos los monasterios de las Coronas de Castilla y Aragón que en aquellos momentos obedecían a la sede de Aviñón deberían reunirse en un capítulo general que se celebraría en el monasterio de Guadalupe, a fin de que la Orden quedara exenta y centralizada a imitación de los monjes cartujos, aunque otros autores señalan que en dicho capítulo debería ser elegido un superior general para la Orden y se deberían fijar las reglas definitivas por las que se regiría en lo sucesivo. Y Benedicto XIII también dispuso en esa bula que dos monjes cartujos deberían supervisar la celebración de ese capítulo general, y que este último debería basarse en las normas establecidas por los cartujos para la celebración de asambleas de ese tipo. Y Fernández Duro indicó por otra parte que fray Hernando de Valencia viajó a Roma a pie durante el pontificado del papa Martín V, que rigió los destinos de la Iglesia Católica desde 1417 hasta 1431, para solicitarle diversas mercedes e indultos.
Hernando de Valencia falleció en noviembre de 1425 en el monasterio de Montamarta, según consta en su epitafio, y aunque hasta poco antes de morir se había negado a ser prior de su monasterio, al final accedió durante una enfermedad del que ocupaba ese cargo, fray Fernando de Logroño, y llegó a decir: «triste de mi, que no siendo aún hábil para el remo me fían el gobernalle». Sin embargo, su etapa como prior fue extraordinariamente breve, ya que fue elegido una tarde y a la mañana siguiente falleció tras haber celebrado la eucaristía entre lágrimas y devoción admirable, quedando todos los presentes sobrecogidos por la «humildad que había hecho pedir a Dios no cumplir este mandato». Y Fernández Duro consignó todos estos sucesos del siguiente modo:

Justo es decir que, agradecida la comunidad á los beneficios de su fundador, le importunó muchas veces para que la rigiera, y que, prescindiendo al fin de su voluntad, le eligió por aclamacion su prior. La mañana en que había de celebrarse la solemnidad, estando en buena salud, dijo la Misa con muchas lágrimas el agraciado, y acabada entregó el espíritu al Criador, acontecimiento que se tuvo por sobrenatural y que realzó la memoria de su humilde santidad.

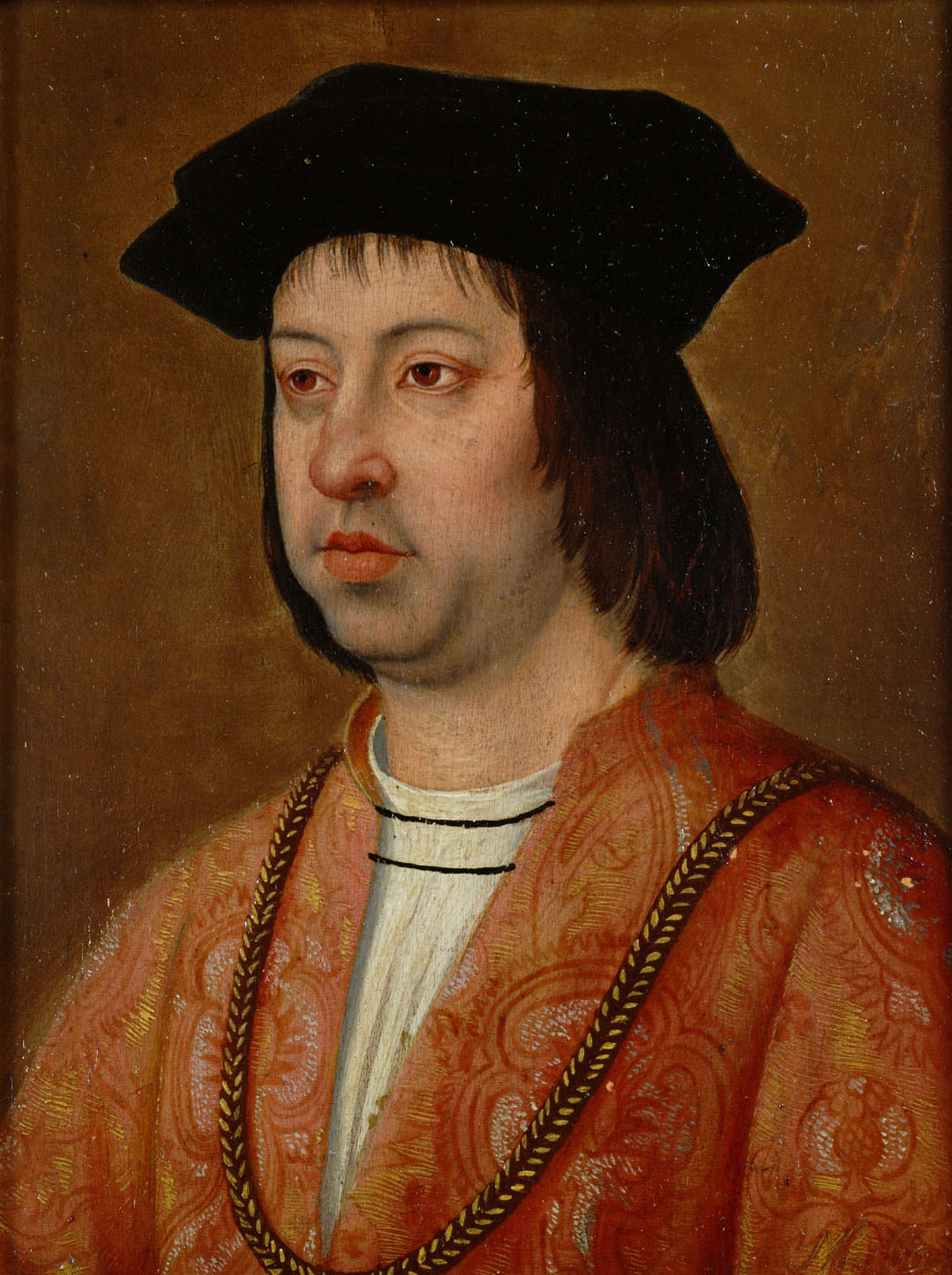
Retrato de Fernando II de Aragón. Michel Sittow. (Museo de Historia del Arte de Viena)

Fernando II de Aragón, debido a la «confianza» que le inspiraba el monasterio de Montamarta, estableció en él una «caja de depósitos de rentas». Y en cierta ocasión, como señaló Fernández Duro, en que el monarca necesitaba disponer de una gran suma de dinero con urgencia, ocurrió lo siguiente:

Tomó a cuenta tres millones y sesenta y tres mil maravedís, dejando empeñada por esta cantidad la plata labrada de su servicio, de que hizo inventario el escribano del número de Zamora Alonso de San Pedro, tasándola Sebastián de Medina, platero y marcador de la misma ciudad. Pesaba la plata blanca 543 marcos; la dorada 543 ½, y la de guarniciones, 140, ascendiendo la tasación a 3.122.400 maravedises, y había dejado además colgaduras ricas, guarniciones de caballo, mazas y otros objetos que continuaban en el monasterio después de su muerte.

Por otra parte, conviene señalar que en el testamento que el primer conde de Alba de Liste, Enrique Enríquez de Mendoza, que era bisnieto del rey Alfonso XI de Castilla, otorgó en 1474, dispuso que su cadáver debería recibir sepultura en el monasterio de Montamarta. Pero en un codicilo que otorgó posteriormente manifestó su deseo de que sus restos descansaran en el convento de San Antonio de Garrovillas de Alconétar, donde sería enterrado al final junto con su esposa, María de Guzmán.
En 1534 los monjes de Montamarta solicitaron en su capítulo que el monasterio fuera trasladado a la ciudad de Zamora por la insalubridad del lugar, y ese mismo año, según algunos autores, se realizó el traslado a dicha ciudad. Y en 1535 se pusieron los cimientos del nuevo monasterio de San Jerónimo de Zamora, que llegó a ser uno de los edificios religiosos más destacados de la ciudad. Y Fernández Duro consignó lo siguiente con respecto a la traslación del monasterio:

Interesada la ciudad en la traslacion del monasterio de Montamarta, se hicieron por su cuenta las diligencias para recabar el permiso, alegando ser poco sano el lugar que ocupaba. El Capítulo de la Orden no opuso dificultad, ni la hubo por parte del obispo D. Francisco de Mendoza; antes fue de gran ayuda al propósito, porque siendo á la sazón presidente del Consejo de la Emperatriz, facilitó los trámites de Chancillería, é influyó en que el papa Paulo III acordase las licencias, y en bula especial diera á la nueva casa las indulgencias y gracias que sus antecesores tenían concedidas á la de Montamarta, que excedían á las de todos los monasterios de la Orden por la fama de santidad que había merecido.

La primera piedra del nuevo monasterio de San Jerónimo de Zamora fue colocada en 1535 durante el episcopado de Pedro Manuel de Castilla, que antes de ser trasladado a la diócesis de Zamora había sido obispo de León. Y a la ceremonia de la colocación de la primera piedra, como señaló Ursicino Álvarez Martínez, acudieron numerosas personas, entre los que figuraban el conde de Alba de Liste, Diego Enríquez de Guzmán, y sus hijos, y el prior de Montamarta, fray Juan de Huete, que posteriormente sería el primer prior del monasterio del Escorial.
Y conviene señalar que del desaparecido monasterio de Montamarta sólo se conservan en la actualidad, como señalaron diversos autores, unas «secciones de pilares góticos con columnillas adosadas, utilizadas para abrir ventanas en construcciones posteriores».

## Iglesia conventual y capillas
En 1527 el conde de Alba de Liste, Diego Enríquez de Guzmán, adquirió el patronato sobre la iglesia del monasterio de Montamarta, que sería ampliado a mediados del siglo XVI, y ese hecho está directamente vinculado con la «fallida intervención» del maestro cantero Juan de Álava en 1532 para realizar una serie de obras en el monasterio, ya que en esta última fecha los maestros canteros Juan de Gamboa y Juan de Álava se comprometieron a realizar, por la suma de 700.000 maravedís y en un plazo máximo de dos años, diversas obras en el monasterio de Montamarta que incluirían diversas capillas repartidas por todo el templo y una puerta para permitir el acceso desde la capilla mayor a la sacristía, que estaba situada en el lado del Evangelio. Y el estilo en que se planeaba construir esas doce capillas, como señalan diversos autores, «todavía era gótico», ya que estaba proyectado emplear bóvedas de terceletes para cubrirlas y «nervios combados» en los que se situarían claves adornadas «en piedra o en madera».
Sin embargo, el traslado del monasterio de Montamarta a la ciudad de Zamora provocó la paralización de las obras que Juan de Álava se había comprometido a realizar en Montamarta. Y Vasallo Toranzo señaló que la verdadera «implicación» de Juan de Álava en las obras del monasterio tuvo lugar en 1535, ya que fue entonces cuando le encargaron los planos y trazas del nuevo monasterio que se edificaría en Zamora.

### Capilla de Santiago
Fue fundada por Juan Fernández Cabeza de Vaca, que fue señor de Melgar de Suso y era hijo de Diego Núñez Cabeza de Vaca. Y el fundador, en el testamento que otorgó en 1465, ordenó que le enterraran en «su» capilla de Santiago, para cuya construcción destinó 60.000 maravedís, y dispuso que trasladasen a la misma el cadáver de su padre. Y asimismo dejó establecidas dos capellanías perpetuas que se sostendrían con diversas heredades que destinó a ese fin, dispuso que «se cantaran mil misas y cinco treintenarios por su alma», y encomendó al prior de Montamarta y al arcediano de Valderas que cuidaran de todo lo relativo a la fundación de su capilla y de que sus honras fúnebres se hicieran «según estado de caballeros». Y el fundador también estableció que los dos capellanes encargados de la capilla deberían decir misas todos los días por su alma y por la de sus padres y antepasados.

### Capilla de la Anunciación
María Niño de Portugal, que era hija de los condes de Nieva, Diego López de Zúñiga y Beatriz de Portugal, fundó y dotó esta capilla en 1508 a fin de «dignificar» el lugar donde estaba enterrado su esposo, Bautista de Monterrey, y también para que sus propios restos mortales, según solicitó en el testamento que otorgó el 18 de septiembre de 1521, recibieran sepultura allí.
La «magnífica» capilla, en palabras de Fernández Duro, era de planta cuadrada y estaba situada entre el claustro, la capilla mayor de la iglesia, y la sacristía, y el 25 de mayo de 1508 el cantero Juan de Campos se comprometió a edificarla a imitación de la que el noble Pedro de Pimentel había edificado en el Capítulo del monasterio. Además, Juan de Campos quedó obligado a finalizarla antes de octubre de 1508 y recibió como salario 80.000 maravedís «con cuatro pagas», y María Niño de Portugal también encargó al ejecutor del coro de la catedral de Zamora, Juan de Bruselas, que construyese para esta capilla un retablo por el que recibiría una suma de 20.000 maravedís.
Cuando el monasterio de Montamarta fue trasladado a Zamora, los restos mortales de los sepultados en la capilla y algunos objetos del mobiliario, como el retablo, fueron modificados por los monjes jerónimos y llevados al nuevo monasterio, aunque en este no ocuparon el mismo lugar que en el anterior. Y Diego de Castilla, que era deán de la catedral de Toledo, descendiente del rey Pedro I de Castilla y sobrino de María Niño de Portugal, entabló un pleito con los monjes de Montamarta que se prolongó durante más de treinta años para conseguir que en el nuevo monasterio se restableciera la antigua capilla, y al final consiguió triunfar y logró que se edificara una en la nave del Evangelio, aunque el deán también ayudó a que se construyera «con sus limosnas». Y Fernández Duro señaló que Diego de Castilla ordenó labrar a sus expensas otro sepulcro en el lado del Evangelio y que por ello quedó muy «suntuosa la capilla».

## Enterramientos destacados
Los huesos de algunos individuos enterrados en el monasterio de Montamarta fueron trasladados en la década de 1530 al nuevo monasterio de San Jerónimo de Zamora. Y conviene señalar que en diferentes lugares del viejo monasterio fueron enterrados los siguientes individuos:
- Fray Hernando de Valencia (m. 1425).[26][f] Fue el más destacado de los fundadores del monasterio de Montamarta,[6] y era tataranieto de los reyes Alfonso X y Sancho IV de Castilla.[13]
- Juan Pacheco (m. 1486). Era hijo de Juan Pacheco, que fue maestre de la Orden de Santiago, marqués de Villena y duque de Escalona.[32] Fue un gran benefactor del monasterio de Montamarta y sus restos mortales fueron trasladados varias décadas después de su muerte al nuevo monasterio de San Jerónimo de Zamora.[47][g]
- Pedro de Pimentel. Fue enterrado en el capilla del Capítulo.[44]